# Mistral

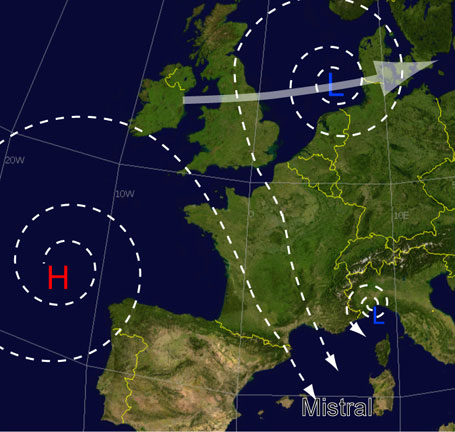
As condições meteorológicas levando a ventos Mistral.

O Mistral é um vento catabático (da palavra grega katabatikos que significa "descendo colinas") é o nome técnico de "drainage wind", um vento que transporta ar de alta densidade de uma elevação descendo a encosta devido à ação da gravidade.
Estes ventos são por vezes chamados "ventos de Outono". O Mistral se caracteriza por ser um vento seco e frio dos quadrantes do norte que sopra no sul da França. Faz-se sentir entre esta região, as Baleares e a Córsega.
O nome Mistral é utilizado em diversas marcas em todo o mundo. A origem do nome, contudo, é Francesa, ou mais precisamente provençal.
No sul da França, o nome vem do dialeto Languedoc dos Occitanos e significa "magistral". O mesmo vento é chamado "Mistrau" na variante Provença da língua occitana, "mestral", em Catalão, "maestrale" em Italiano e Corso, "maistràle" ou "maestru" na Sardenha e "majjistral" em Maltês.